# Heredia (Costa Rica)
Heredia è un distretto della Costa Rica, capoluogo del cantone e della provincia omonimi.
È sede dell'Università Nazionale della Costa Rica.
Heredia comprende 16 rioni (barrios):
- Ángeles
- Carmen
- Corazón de Jesús
- Chino
- Estadio
- Fátima
- Guayabal
- Hospital

- India
- María Auxiliadora
- Oriente
- Pirro
- Puebla
- Rancho Chico
- San Fernando
- San Vicente